# Babol
Babol (em persa: بابل), também romanizada como Bābol e formalmente conhecida como Bārforush, é uma cidade no norte do Irão, perto do mar Cáspio e a capital do condado homónimo, localizado em Mazandaran. De acordo com os censos de 2012, a sua população era de 219 467 habitantes.